# Héctor Casanova
Héctor Casanova Pagán (* 18. November 1942 in Santiago de Cuba; † 17. Mai 2007 in Yonkers) war ein kubanischer Sänger und Komponist.
Casanova ging 1962 in die USA und lebte dort zunächst in Boston, dann in Brooklyn. Dort schloss er sich Lalo Olivares’ Sextett La Neoyorquina an, mit dem er u. a. den Song Rompe tu pared aufnahm. Später wurde er Mitglied des Orquesta Dicupé. Ab 1966 gehörte er dem The Earl Coleman Orchestra an, danach Luis Bauzós Conjunto Tambó.
1975 wurde er Nachfolger von Pete Rodríguez in Johnny Pachecos Orchester. Mit den Alben El maestro (1975), El artista (1977) und Los amigos (1979) wurde er international bekannt. 1980 gründete er ein eigenes Orchester, mit dem er die Alben Casanova und Montuno y las muchachas aufnahm. 1986 kehrte er zu Pacheco zurück. Seinen letzten Auftritt hatte er im Madison Square Garden. Dort saß er im Rollstuhl und sang das Lied El agua del clavelito. 2007 starb er im Hospital Saint John an Darm- und Lungenkrebs.